# Agelenopsis aperta
Agelenopsis aperta es una especie de araña del género Agelenopsis, familia Agelenidae. Fue descrita científicamente por Gertsch en 1934.
Se distribuye por México y los Estados Unidos de América. La especie se mantiene activa durante todos los meses del año excepto en febrero y marzo.